# 花園道聖若瑟堂

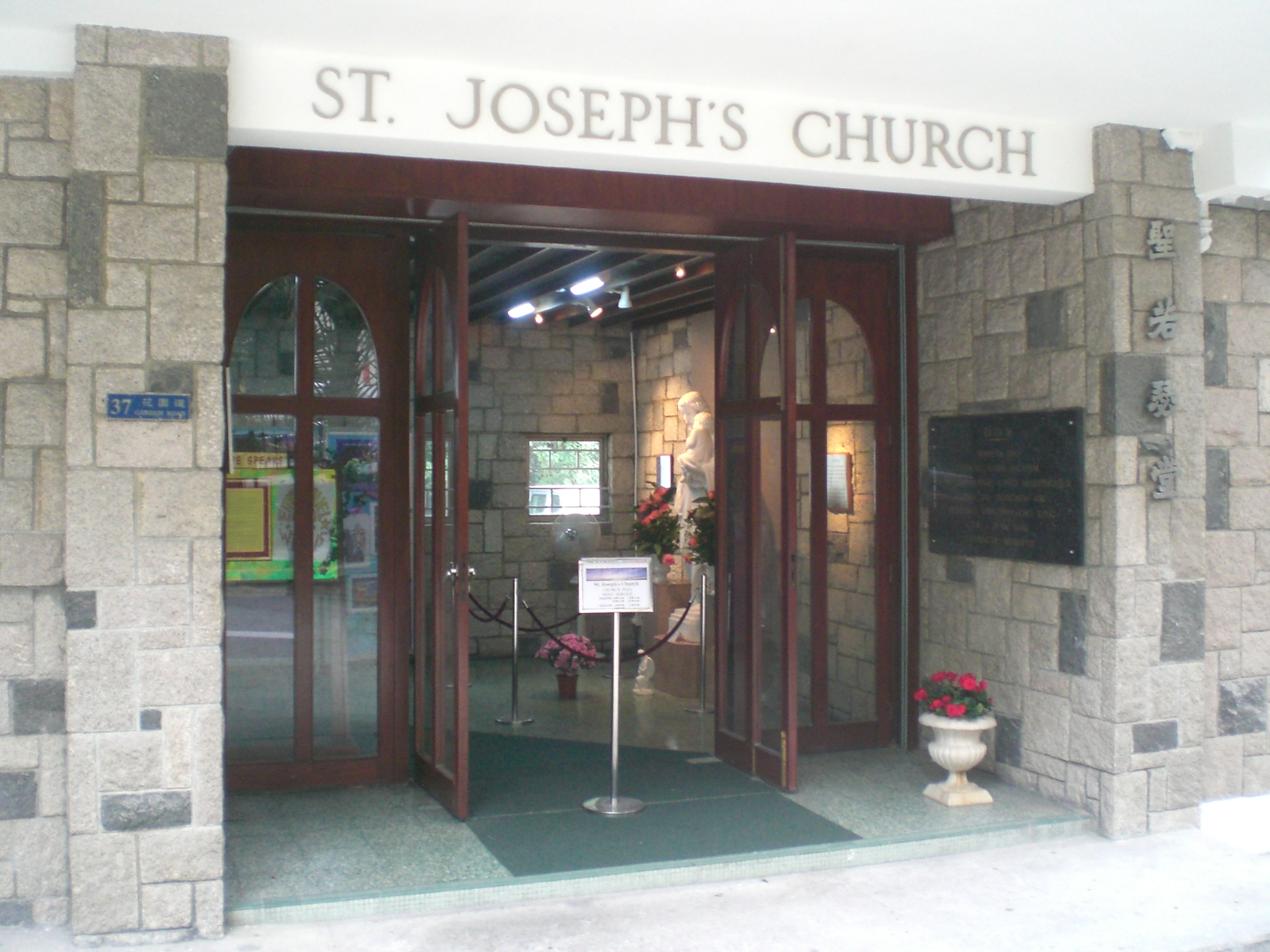
花園道聖若瑟堂入口

## 堂區服務範圍
聖若瑟堂位處港島中區主要道路網絡和交通幹道之內，並鄰近動植物公園、香港聖公會聖約翰座堂、美國駐香港總領事館
、梅夫人婦女會主樓、山頂纜車花園道站和政府主要辦公大樓，聖堂盡享地理優勢，成為區內市民及遊客經常到訪的祈禱地點。

## 堂區歷史
香港最後一任宗座監牧區監牧高神父（Rev. Timoleon Raimondi）於1871年建立聖若瑟堂，當時聖堂得以建成，有賴各方面的鼎力協助，包括香港政府、本地的基督徒團體及猶太團體。聖堂於1872年11月20日被祝聖，是當時香港僅有的三座天主教聖堂之一，其餘二座聖堂分別是威靈頓街無原罪堂及灣仔聖方濟各沙勿略堂。但聖堂於1874年9月被颱風徹底摧毀，新聖堂於1876年竣工重建，直到1949年1月25日，才正式升格成為聖若瑟堂區。

## 建築風格

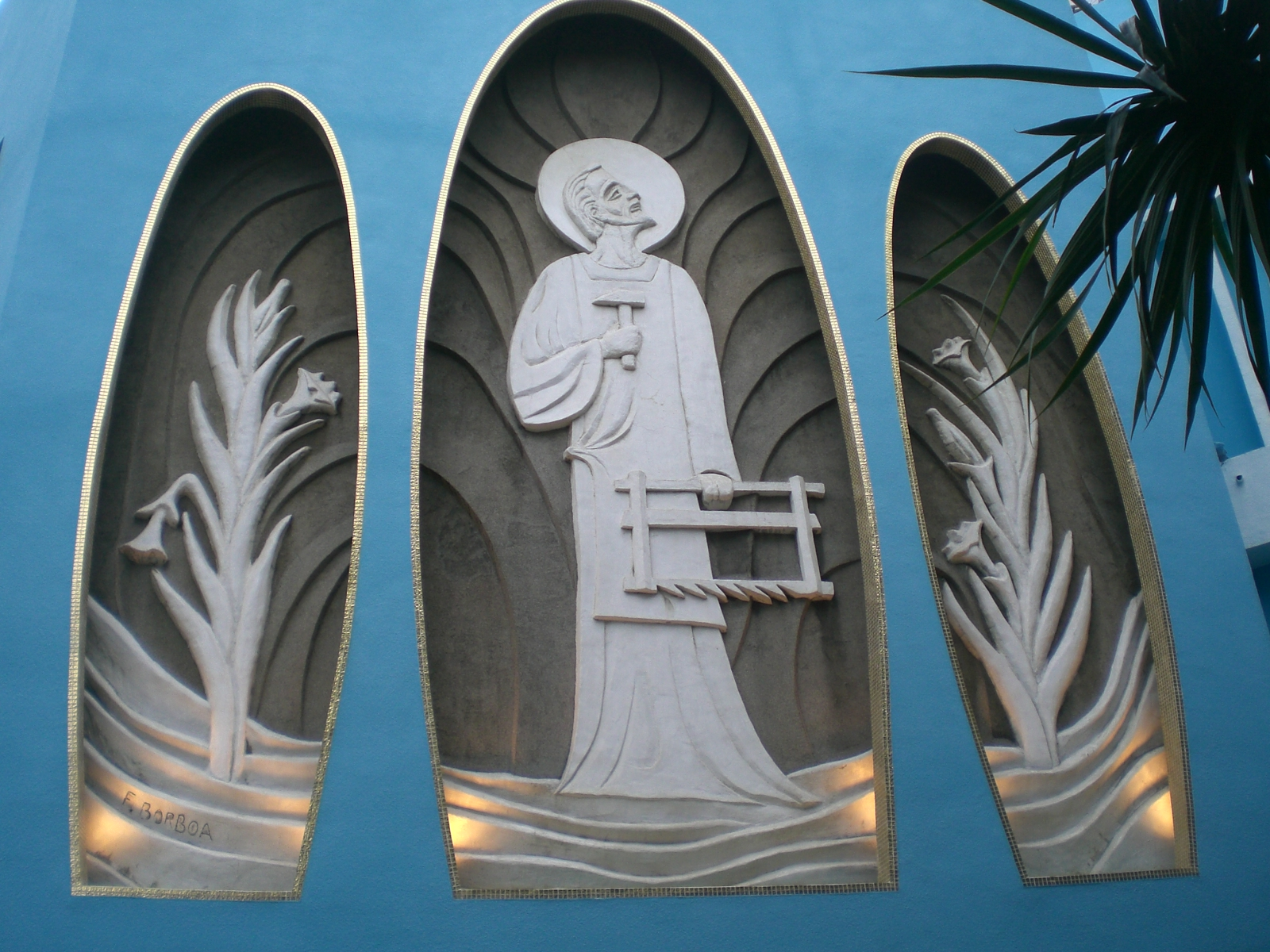
面向花園道主牆的三個裝飾拱

聖若瑟堂的新建築於1968年落成，當時耗資約130萬港元。聖堂的外貌像陸上的一艘船，喻意教會普渡眾生的使命。對著花園道的船頭，有十字架和酷似眼睛的圓洞。船身呈淺藍色，有三個拋物線形鑲有金邊的裝飾拱。中央聖若瑟浮雕左手下垂拿著一把鋸，右手曲在胸前拿著鐵鎚，旁邊的兩個裝飾拱則有玉簪花浮雕。三個裝飾拱內都有波浪形的線條，給人的印象是一位在船上勤懇勞動的工匠。船尾對著紅棉路，同樣有十字架和眼睛。
聖堂內，正祭台後的主牆又再重覆三個拋物線形鑲有金邊的裝飾拱，中央的拱內是耶穌畫像，左邊的拱內是聖若瑟，右邊的拱內是聖母瑪利亞。祭台前兩側的凸肚圓柱，在燈光下驟眼看去像兩支在轉動的巨大轤轆，聖堂就像是聖若瑟的工場。
祭台後牆上兩側的連環故事壁畫由墨西哥鮑博（F. Borboa）創作：祭台右邊描繪天使宣佈瑪利亞的使命、若瑟得天使報夢、若瑟與瑪利亞成婚；祭台左邊由外向內是司祭高舉嬰孩耶穌、若瑟帶領瑪利亞及耶穌逃難埃及、耶穌十二歲在聖殿解經。
在聖堂後方聖洗池小堂側的另一小堂內，供放菲律賓聖人李樂倫（Lorenzo Ruiz，1600-1637）的木刻像，他是十七世紀的殉道教徒，與其他九位道明會士和六位教徒在日本長崎於德川幕府時代（約1633年至1637年間）殉道。
聖堂於花園道的出口處樹立了一支白色的細小而長的木柱，上面寫著“香港祝願世界人類和平”。這應是每一位從聖若瑟堂出來的信眾所樂意帶給世界的祝福。教堂外停車場的一角，設置了露德聖母洞，聖母像腳下有流水，象徵生命，旁邊種了玉簪花，是聖若瑟的標記。

## 堂區主保

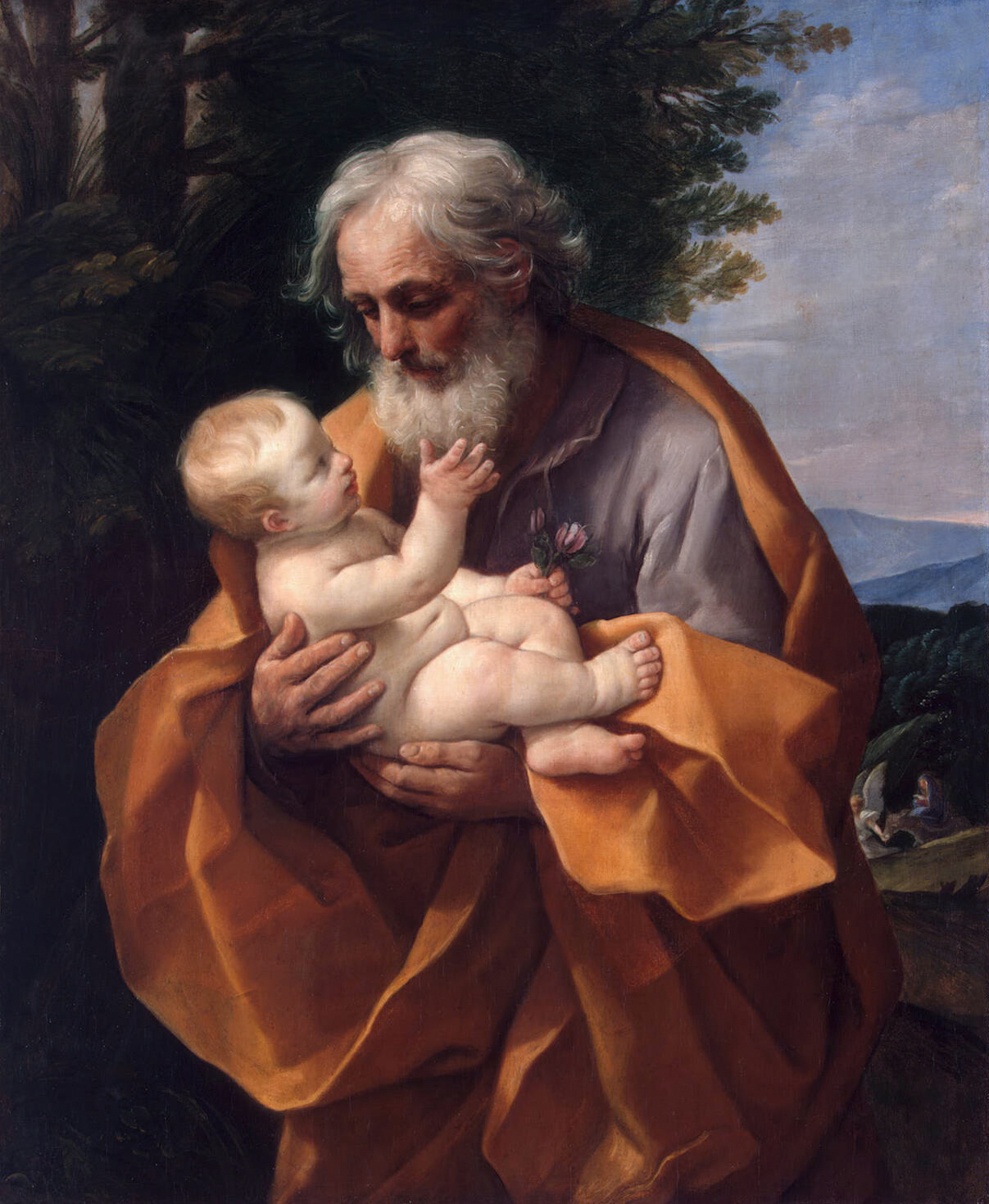
大聖若瑟

大聖若瑟（英語：St. Joseph）為全天主教教會的主保及中國主保，慶節於3月19日；又被封為全球勞工主保，慶典在每年5月1日勞動節。1955年教宗庇護十二世定5月1日為「聖若瑟勞工主保節」，因為許多國家在5月1日慶祝勞動節，教宗以教會的慶節予以聖化，強調勞工的尊嚴。1956年又加上了「聖母淨配」名銜。

## 彌撒及禮儀時間

### 彌撒
- 主日彌撒：07:00、08:00、09:00、10:00、11:00、18:00（英語）
- 13:00、14:30、16:00（菲律賓語）
- 家庭彌撒（在聖若瑟書院舉行）：09:00（英語）
- 星期六提前主日彌撒：16:30（粵語）、18:00（英語）
- 逢每月最後星期六：16:00（韓語）
- 平日彌撒：07:45、18:00（英語）
- 星期一至五：12:00
- 聖若瑟婦女會彌撒：逢星期二（暑假除外）：10:00（英語）
- 彌撒及朝拜聖體：首星期五：18:00（英語）

## 外部連結
- 天主教香港教區網站 （页面存档备份，存于）